# Пейп, Алберт
А́лберт А́ртур Пейп (англ. Albert Arthur Pape; 13 июня 1897 — 18 ноября 1955) — английский футболист, нападающий.

## Футбольная карьера
Уроженец Элсикара (неподалёку от Барнсли), Пейп начал футбольную карьеру в любительской команде «Уат Атлетик» из города Уат-апон-Дерн. Во время Первой мировой войны, играл за футбольную команду Собственного королевского йоркширского лёгкого пехотного полка (King’s Own Yorkshire Light Infantry). После завершения войны играл за «Болтон-он-Дерн». В декабре 1919 года подписал контракт с клубом «Ротерем Каунти», который был включён в состав Второго дивизиона Футбольной лиги перед началом сезона. 17 января 1920 года в дебютном матче за «Каунти» против «Ковентри Сити» отличился забитым мячом, а его команда выиграла со счётом 4:3. Провёл в клубе четыре сезона, забив 41 мяч в 113 играх лиги, в том числе хет-трик в матче против «Халл Сити» в сезоне 1922/23. По итогам того сезона «Ротерем Каунти» выбыл из Второго дивизиона, а Пейп сменил команду.
В сезоне 1923/24 выступал за «Ноттс Каунти» в высшем дивизионе, но провёл в чемпионате только 6 матчей, в которых забил 2 мяча.
В 1924 году перешёл в «Клэптон Ориент», выступавший во Втором дивизионе. Уже в своей второй игре за клуб забил четыре мяча в ворота «Олдем Атлетик». К Новому году «Ориент» начал испытывать финансовые трудности, и 14 игроков команды было выставлено на трансфер. 7 февраля 1925 года «Клэптон Ориент» отправился в Манчестер на «Олд Траффорд» для участия в выездном матче против «Манчестер Юнайтед». Незадолго до этого из «Манчестер Юнайтед» в «Престон Норт Энд» ушёл главный бомбардир команды Билл Хендерсон. «Юнайтед» остро нуждался в новом нападающем, и накануне матча между двумя клубами в чемпионате главный тренер «Манчестер Юнайтед» Джон Чепмен позвонил главному тренеру «Клэптон Ориент» Питеру Праудфуту и поинтересовался о возможности покупки нападающего. Тренеры договорились о переходе Пейпа в «Манчестер Юнайтед» за компенсацию в размере 1070 фунтов. Получив согласие на переход от своего клуба, после полудня 7 февраля Алберт Пейп встретился на станции «Манчестер Пиккадилли» с Джоном Чемпеном, после чего переход игрока в «Манчестер Юнайтед» был согласован. Столь быстрому переходу также способствовало то, что Пейп был другом капитана «Манчестер Юнайтед» Фрэнка Барсона, а также то, что родственники Алберта жили в расположенном неподалёку от Манчестера Болтоне. Информация о переходе игрока была телеграфирована в Футбольную ассоциацию и в Футбольную лигу примерно в 13:30. Несмотря на то, что Пейп был в заявке «Клэптон Ориент» на матч как игрок стартового состава, официальные лица подтвердили его регистрацию в качестве игрока «Манчестер Юнайтед» примерно за час до начала игры. Пейп вышел на поле в футболке «Манчестер Юнайтед» против игроков «Клэптон Ориент», которые ещё утром были его одноклубниками. За три минуты до конца первого тайма, когда «Юнайтед» вёл в счёте 2:1, Пейп отличился забитым мячом в ворота своего бывшего клуба. В концовке игры он мог забить ещё, но после его удара головой мяч попал в штангу. В итоге матч завершился победой «Манчестер Юнайтед» со счётом 4:2. Также в том матче за «Клэптон Ориент» сыграл шотландец Чарли Реннокс, впечатливший своей игрой на правом фланге атаки руководство «Юнайтед», и спустя неделю он также перешёл в манчестерский клуб.
Трансфер был неоднозначно воспринят в Англии. Газета Manchester Football News написала о том, что «возможно, такие быстрые трансферы накануне матча не во благо спорта», но при этом заметила: «в данном случае это [было продиктовано] серьёзной болезнью, которая нуждалась в сильнодействующем лекарстве» (вероятно, отмечая необходимость в новом нападающем для «Манчестер Юнайтед»). Газета Derby Daily Telegraph подвергла критике этот трансфер, написав, что подобные сделки «дают слишком много власти клубам с мешками денег». Авторы статьи негодовали: «молниеносный трансфер вызвал бурю протеста от футбольных журналистов и бесчисленных энтузиастов… никогда ранее такой гул протеста не поднимался в связи с трансфером». В газете London Evening Standard вышла ещё одна пафосная статья по мотивам трансфера Пейпа, в которой автор рассуждал о том, что «футбол превращается в деградирующий коммерческий спектакль», а «игроки продаются в розницу, как мешки бобов».
В оставшейся части сезона 1924/25 Пейп провёл за «Юнайтед» ещё 15 матчей и забил ещё 4 мяча. Команда заняла во Втором дивизионе второе место и вернулась в Первый дивизион. В начале следующего сезона Пейп сыграл за «Юнайтед» ещё два матча, но уже в октябре 1925 года был продан в лондонский «Фулхэм». Игрок не хотел переезжать в Лондон и согласился на трансфер только при условии, что он будет продолжать жить в Болтоне, тренироваться с «Манчестер Юнайтед», а с товарищами из «Фулхэма» воссоединяться только на матчах. Пять месяцев спустя «Фулхэм» и «Манчестер Юнайтед» встретились в четвертьфинале Кубка Англии. Это произошло 6 марта 1926 года. Пейп, как обычно, провёл тренировку в Манчестере, сел на поезд до Лондона, где сыграл на домашнем стадионе «Фулхэма» против «Манчестер Юнайтед». «Юнайтед» повёл в счёте благодаря голу Фрэнка Макферсона, но Пейп сравнял счёт. В итоге «Юнайтед» выиграл со счётом 2:1 благодаря голу Томаса Смита и вышел в полуфинал Кубка Англии.
Пейп провёл в «Фулхэме» два сезона, забив 16 мячей в 48 матчах в лиге и в Кубке Англии. В 1927 году он перешёл в валлийский клуб «Рил Атлетик», но провёл там менее полугода. В начале 1928 года стал игроком английского клуба «Херст». В дебютном матче за «Херст» против резервной команды «Порт Вейл» в рамках Лиги графства Чешир он сделал хет-трик. Всего он забил за команду 22 мяча в 26 матчах чеширской лиги. В концовке сезона, когда в команде из-за травм выбыли все вратари, Пейп провёл один матч в воротах команды.
В сентябре 1928 года стал играющим тренером клуба «Дарвен», а также был назначен капитаном команды. В феврале 1929 года перешёл в «Манчестер Сентрал». Перед началом сезона 1929/30 стал игроком «Хартлпулз Юнайтед». Провёл за команду 37 матчей и забил 21 мяч в рамках Третьего северного дивизиона. Следующий сезон провёл в другой команде Третьего северного дивизиона «Галифакс Таун» (29 матчей, 15 мячей). В дальнейшем играл за английские клубы нижних дивизионов «Берско Рейнджерс», «Хоритч» и «Нельсон».

## Статистика выступлений
| Клуб              | Сезон            | Лига | Лига | Кубок | Кубок | Итого | Итого |
| Клуб              | Сезон            | Игры | Голы | Игры  | Голы  | Игры  | Голы  |
| ----------------- | ---------------- | ---- | ---- | ----- | ----- | ----- | ----- |
| Ротерем Каунти    | 1919/20          | 17   | 3    | 0     | 0     | 17    | 3     |
| Ротерем Каунти    | 1920/21          | 29   | 5    | 1     | 0     | 30    | 5     |
| Ротерем Каунти    | 1921/22          | 30   | 11   | 2     | 0     | 32    | 11    |
| Ротерем Каунти    | 1922/23          | 37   | 19   | 1     | 0     | 38    | 19    |
| Ротерем Каунти    | Итого            | 113  | 38   | 4     | 0     | 117   | 38    |
| Ноттс Каунти      | 1923/24          | 6    | 2    | 2     | 1     | 8     | 3     |
| Ноттс Каунти      | Итого            | 6    | 2    | 2     | 1     | 8     | 3     |
| Клэптон Ориент    | 1924/25          | 24   | 11   | 1     | 0     | 25    | 11    |
| Клэптон Ориент    | Итого            | 24   | 11   | 1     | 0     | 25    | 11    |
| Манчестер Юнайтед | 1924/25          | 16   | 5    | 0     | 0     | 16    | 5     |
| Манчестер Юнайтед | 1925/26          | 2    | 0    | 0     | 0     | 2     | 0     |
| Манчестер Юнайтед | Итого            | 18   | 5    | 0     | 0     | 18    | 5     |
| Фулхэм            | 1925/26          | 29   | 11   | 4     | 3     | 33    | 14    |
| Фулхэм            | 1926/27          | 13   | 1    | 2     | 1     | 15    | 2     |
| Фулхэм            | Итого            | 42   | 12   | 6     | 4     | 48    | 16    |
| Хартлпулз Юнайтед | 1929/30          | 37   | 21   | 1     | 0     | 38    | 21    |
| Хартлпулз Юнайтед | Итого            | 37   | 21   | 1     | 0     | 38    | 21    |
| Галифакс Таун     | 1930/31          | 26   | 14   | 3     | 1     | 29    | 15    |
| Галифакс Таун     | Итого            | 26   | 14   | 3     | 1     | 29    | 15    |
| Всего за карьеру  | Всего за карьеру | 266  | 103  | 17    | 6     | 283   | 109   |